# Kunst im öffentlichen Raum in Hamburg-Rotherbaum
Diese Liste von Kunst im öffentlichen Raum in Hamburg-Rotherbaum enthält dauerhaft aufgestellte Kunstwerke auf dem Gebiet des Stadtteils Rotherbaum der Freien und Hansestadt Hamburg, die sich im öffentlichen Raum befinden und von anerkannten Künstlern und Künstlerinnen geschaffen wurden. Viele dieser Kunstwerke sind durch das Programm Kunst am Bau (und dessen Folgeprogramme) gefördert oder mit öffentlichen Geldern angekauft worden, dies ist aber keine Voraussetzung für die Aufnahme. Ebenso mögen einige dieser Kunstwerke als Kulturdenkmal geschützt sein, aber auch das ist keine Voraussetzung für die Aufnahme in diese Liste.
Bauschmuck ist im Normalfall im Artikel über das Bauwerk darzustellen, und gehört nicht in diese Liste. Streetart kann Aufnahme in die Liste finden, wenn es zu dem konkreten Kunstwerk eine ausführliche Rezeption in der Kunstwissenschaft gibt und ein enzyklopädischer Artikel über die Streetart-Künstler oder -Künstlerin existiert oder vorstellbar wäre. Denkmäler, die an eine Person oder ein Ereignis erinnern, können in die Liste aufgenommen werden, wenn sie ob ihrer zumeist plastischen Gestaltung als Kunstwerk gelten können. Bei reinen Gedenktafeln ist das normalerweise nicht der Fall.
Basis der Zusammenstellung sind Datensätze der Hamburger Kulturbehörde von 2012 und 2018, eine Veröffentlichung der SAGA GWG von 2008, und verschiedene Veröffentlichungen von Kunsthistorikern zum Thema. Eine abschließende Liste von Literatur kann es nicht geben, jedoch ist für jeden Eintrag in die Liste ein konkreter Verweis auf eine amtliche Liste oder anerkannte Sekundärliteratur erforderlich.
Gestohlene oder zerstörte Kunstwerke, die ehemals in Hamburg-Rotherbaum aufgestellt waren, sind in einer separaten Liste aufgeführt.

## Legende
- Lage: Nennt die nächstgelegene Straße und, wenn vorhanden und sinnvoll, das nächstgelegene Bauwerk (mit Hausnummer) oder das umgebende Gebiet (z. B. einen Park) und gibt nötigenfalls Hinweise zur genauen Lage. Darunter werden - wenn vorhanden - auch die Geo-Koordinaten und das Wikidata-Logo als Verweis auf das Wikidata-Objekt angegeben. Die Spalte ist nach der Adresse sortierbar.
- Künstler/in: Name des Künstlers oder der Künstlerin, die das Kunstwerk geschaffen haben, verlinkt mit dem Wikipedia-Artikel zur Person. Die Spalte ist nach dem Nachnamen sortierbar.
- Beschreibung: Kurzbeschreibung des Werks, immer zuerst: Werktitel (kursiv), dann möglichst Material, Stil, Größe, Dargestelltes, Art der Förderung
- Jahr: Jahr der Fertigstellung des Kunstwerkes, wenn unbekannt dann das Jahr der Aufstellung. Hier kann nur ein einziges Jahr angegeben werden, kein Zeitraum. Weitere zeitliche Details zur Schaffung des Kunstwerkes (von–bis) können in der Beschreibung angegeben werden.
- Quelle: Kulturbehörde, SAGA, Literatur, jeweils mit Fußnote. Diese Angabe ist für eine Aufnahme in die Liste verpflichtend.
- Bild: Bild des Kunstwerks, mit Link auf Commons-Kategorie wenn vorhanden

Hinweis: Die Grundsortierung der Liste erfolgt nach der Adresse. Die Liste ist alternativ nach Künstler, Werktitel, Datierung oder Quelle sortierbar.

## Liste
| Lage | Künstler                     | Beschreibung | Jahr      | Quelle              | Bild |  |
| --- | ---------------------------- | --- | --------- | ------------------- | --- |  |
| Allendeplatz 1 Pferdestall, Treppenhaus und Raum 250 (Lage)                                                                          | Constantin Hahm              | ohne Titel Wandbilder mit Dispersionsfarbe zur Geschichte des Pferdestalls und des dort ehemals ansässigen sozialwissenschaftlichen Instituts. Anschaffung mit den Programmen KaB / KiöR sowie Kunstprogramm Universität Hamburg, Budget war 35.000 DM. Ursprünglich sieben Wandbilder bzw. Friese, ein Wandbild zerstört.Datierung laut Kulturbehörde-2018 war 1986–1987, laut https://www.fundus.uni-hamburg.de/de/collection_records/43688#pfad jedoch 1985-1988. | 1985–1988 | Kulturbehörde       | weitere Bilder |  |
| Allendeplatz 3 Abaton-Kino, Eingangsbereich, Frontseite, Türen (Lage)                                                                | Werner Nöfer                 | Wandbilder Die Wandbilder zeigen stark reduzierte menschenleere Landschaften und können als Storyboard eines Films gelesen werden. Materialien: Lack- und Acrylfarben. (Erwerb wohl im Direktauftrag des Kinos) | 1970      | Kulturbehörde       | weitere Bilder |  |
| Alsterufer 4-5 links vom Eingang zum BAT-Haus (Lage)                                                                                 | Johannes Knubel              | Relief Steinrelief, das Herstellung, Lagerung und Transport von Mineralöl zeigt. Bauzeitlicher Ankauf für das damalige Shell-Haus. | 1930      | Kunst@SH            | weitere Bilder |  |
| Alsterufer 26 vor dem Eingang zum Bürohaus (Lage)                                                                                    | Martin Wiese                 | Cosmea Steinskulptur einer weiblichen Büste. Ankauf durch eine Reederei. Das Gebäude Alsterufer 26 wurde 2000/2001 nach Entwürfen von Richard Meier als Hauptsitz der Reederei Rickmers errichtet, die zwischenzeitlich in die Insolvenz ging. | 2016      | Kunst@SH            | weitere Bilder |  |
| Alstervorland am Alsterufer südlich des Anlegers Fährdamm (Lage)                                                                     | Gerhard Brandes              | Drachen steigen Alternativer Werkstitel: Drachensteigen, die figürliche Bronzeskulptur zeigt zwei Kinder mit Drachen. (Anschaffung im Programm „Kunst am Bau“) | 1963      | Kulturbehörde       | weitere Bilder |  |
| Alstervorland Höhe Milchstraße an der Seite des Harvestehuder Wegs (Lage)                                                            | Jörn Pfab                    | Große Stehende Zugang unklar, nicht in KB-Listen, evtl. Bezirks-Erwerb | 1958      | Kulturbehörde       | weitere Bilder |  |
| Alstervorland Am Westufer der Außenalster auf Höhe der Musikhochschule (Lage)                                                        | Ursula Querner               | Orpheus und Eurydike Ehemals vor dem Altersheim Averhoffstraße aufgestellt (KaB), 1971 (?) ins Alstervorland umgesetzt, 2012 nach Vandalismus neuer Guss | 1958      | Kulturbehörde       | weitere Bilder |  |
| Alstervorland Höhe Milchstraße auf Wiese (Lage)                                                                                      | Sybille Kreynhop             | Dieser Gedanke dort hinten Abstrakte Skulptur aus Granit und Eisenrohren. Aufgestellt im Rahmen einer selbst organisierten Ausstellung durch Kreynhop. Dauerleihgabe durch Kreynhop selbst. | 1996      | Kulturbehörde       | weitere Bilder |  |
| Alstervorland Höhe Milchstraße (Lage)                                                                                                | Thomas Stricker              | Meteoritenwerkstatt KiöR, Projekt AUSSENDIENST, dann Ankauf für Bezirk | 2000      | Kulturbehörde       | weitere Bilder |  |
| Alte Rabenstraße 32 Ecke zu Harvestehuder Weg in Grünanlagen (Lage)                                                                  | Jean Sprenger                | Iduna Bronzeplastik der nordischen Göttin der Jugend Iduna, Ankauf durch Iduna-Versicherung | 1955      | Zabel               | weitere Bilder |  |
| Bundesstraße 55 Geomatikum, Eingangshalle (Lage)                                                                                     | Klaus Becker                 | Oktaeder-Kugel Skulptur aus Anröchter Stein, annähernd kugelförmig (Polyeder mit 258 Flächen) mit einem Durchmesser von 80 cm. 1996 im Geomatikum ausgestellt, 1998 Ankauf durch Kulturbehörde.Das Werk heißt "Oktaeder-Kugel" oder "Oktaederkugel", nicht "Oktaeder Kugel" | 1996      | Kulturbehörde S. 12 | weitere Bilder |  |
| Grindelallee vor der Staatsbibliothek (Lage)                                                                                         | Detlef Birgfeld              | Gedankenflug Edelstahl-Skulptur eines stilisierten Flugzeugs beim Start. Ankauf mit KiöR / Kunstprogramm zum Neubau der Staats- und Universitätsbibliothek Hamburg (SUBHH) | 1983      | Kulturbehörde       | weitere Bilder |  |
| Grindelallee 46–48 Treppenhaus des Mineralogisch-Petrographischen Instituts und Außenbereich des Mineralogischen Museums (Lage)      | Arnold Fiedler               | ohne Titel Fünfteilige Arbeit, abstrakte Flächen mit verschiedenen Mineralien und Gesteinen („KaB“) | 1957      | Kulturbehörde       | weitere Bilder |  |
| Harvestehuder Weg am Eingang Alstervorland, Nähe Alte Rabenstraße (Lage)                                                             | Gustav Seitz                 | Große Kniende Erwerb für IGA 63 (dort in kleinen Wallanlagen / schwedischer Schärengarten ausgestellt), erst ca. 1973 ins Alstervorland versetzt | 1962–1963 | Kulturbehörde       | weitere Bilder |  |
| Harvestehuder Weg 10 Vor Musikhochschule (Lage)                                                                                      | Jan Meyer-Rogge              | Dreiklang Abstrakte Stahl-Skulptur (KaB) | 1974      | Kulturbehörde       | weitere Bilder |  |
| Heimhuder Straße 3 Hauswand im Erdgeschoss in Richtung Moorweide, neben Restaurant (Lage)                                            | Hans Kock                    | Hier sollten Rosen blühen Ehemals am Nebeneingang der Gesundheitsbehörde in der Tesdorpfstraße angebracht (Programm „Kunst am Bau“) | 1962      | Kulturbehörde       | weitere Bilder |  |
| Heimhuder Straße 57 vor Eingang (Lage)                                                                                               | Reinhart Wolke               | Zwei Liebende Bronzeplastik zweier Figuren. Privater Ankauf. | 1968      | Kunst@SH            | weitere Bilder |  |
| Heimhuder Straße 73 Vorgarten rechts (Lage)                                                                                          | Ewerdt Hilgemann             | Quint Abstrakte Stahlskulptur, durch Implosion aus fünf kubusförmigen Hohlkörpern geschaffen. Privater Ankauf. | 2007      | Kunst@SH            | weitere Bilder |  |
| Joseph-Carlebach Platz | Margrit Kahl                 | Synagogenmonument KiöR, Opferdenkmal | 1987–1988 | Kulturbehörde       | weitere Bilder |  |
| Kennedybrücke Südlich der Kennedybrücke am Fußweg, der die Lombardsbrücke unterquert (Lage)                                          | Fritz Fleer                  | Jüngling mit Möwe Überlebensgroße Bronzeskulptur („KaB“)"Möwe", nicht "Möve" | 1955      | Kulturbehörde       | weitere Bilder |  |
| Kennedybrücke auf östlicher Grünfläche zwischen Kennedy- und Lombardsbrücke (Lage)                                                   | Paul Wunderlich              | ohne Titel Sieben Würfel KiöR? Zugang unklar, nichts in KB-Listen | 1986      | Kulturbehörde       | weitere Bilder |  |
| Laufgraben 28 Rückseite des Gebäudes für Technisch-Molekulare Chemie und Pharmazie der Universität Hamburg (Lage)                    | Detlef Birgfeld              | ohne Titel Verkleidung eines Entlüftungsschornsteins, Edelstahl-Plastik (KaB) | 1969      | Kulturbehörde       | weitere Bilder |  |
| Martin-Luther-King Platz 3 Biozentrum Grindel, Eingangshalle (Lage)                                                                  | Werner Nöfer                 | ohne Titel Wandgestaltung zu Klimazonen der Erde aus Emaille, sieben kreisförmige Elementen, verbunden durch einen wellenförmigen roten Hintergrund. Ursprünglich war das Gebäude das Institut für Zoologie der Universität Hamburg. ("KaB"). | 1970–1972 | Kulturbehörde       | weitere Bilder |  |
| Martin-Luther-King-Platz 6 Innenhof der Fachbereichsbibliothek Chemie der Universität Hamburg (Lage)                                 | Barbara Haeger               | ohne Titel Wandgestaltung mit anthropomorpher Plastik, bestehend aus einer Betonwand und einer Bronzeplastik. („KaB“) | 1962–1963 | Kulturbehörde       | weitere Bilder |  |
| Martin-Luther-King-Platz 6 Fachbereich Chemie der Universität Hamburg, Verbindungsgang Martin-Luther-King-Platz – Sedanstraße (Lage) | Hans Leistikow               | Chemische und alchemistische Elemente 34 Mosaike am Boden zeigen alchemistische Symbole während die 4 Wandmosaike die moderne Chemie repräsentieren. Entwurf 1950er Jahre, Ausführung bis 1963. Sieben der Bodenmosaike sind möglicherweise beim Teil-Abbruch des Verbindungsgangs zugunsten des MIN-Neubaus verloren gegangen, auch der Rest des Gebäudes soll abgerissen werden.Entwurf von Hans Leistikow, nicht "unbekannt"                                      | 1963      | Kulturbehörde       | weitere Bilder |  |
| Mittelweg 187 MPI für internationales Privatrecht, Innenhof (Lage)                                                                   | Anne-Marie Vogler            | ohne Titel Relief-Säule zum Thema Justiz, Anschaffung im Programm „Kunst am Bau“.Als Adresse war in Kulturbehörde-2018 "Mittelweg 186" angegeben, richtig ist Mittelweg 187. | 1957      | Kulturbehörde       | weitere Bilder |  |
| Mittelweg 187 MPI für internationales Privatrecht, Innenhof (Lage)                                                                   | Hans Martin Ruwoldt          | Zwei Kraniche Anschaffung im Programm „Kunst am Bau“.Als Adresse war in Kulturbehörde-2018 "Mittelweg 186" angegeben, richtig ist Mittelweg 187. | 1957      | Kulturbehörde       | weitere Bilder |  |
| Mittelweg 42 Jugendmusikschule, Altbau („Michael-Otto-Haus 2“), Außenwand des Eingangstraktes (Lage)                                 | Werner Michaelis             | Ringelreihen Ehemals gehörte das Gebäude und die Plastik zur Staatlichen Fremdsprachenschule (H 15), die 2015 geschlossen wurde. Das Gebäude wurde der Jugendmusikschule zugeschlagen. (Anschaffung „Kunst am Bau“) | 1951      | Kulturbehörde       | weitere Bilder |  |
| Mollerstraße Universität Hamburg, Universitäts-Sportanlage, Turmweg 2 (Eingang Mollerstraße) (Lage)                                  | Jörn Pfab                    | Auditorium minimum Edelstahl-Stele (ursprünglich Trinkbrunnen) im Zentrum einer halbkreisförmigen Anordnung von Sitzen aus Beton („KaB“) | 1971      | Kulturbehörde       | weitere Bilder |  |
| Moorweide Zwischen Mittelweg und Tesdorpstraße (Lage)                                                                                | Henry Moore                  | Reclining Figure: Hand Direktankauf der Stadt/KB? | 1979      | Kulturbehörde       | weitere Bilder |  |
| Moorweide An Weg auf Höhe der Tesdorpfstraße (Lage)                                                                                  | Will Coles                   | Besinnungslosigkeit Betonplastik einer überdimensionalen Jägermeister-Flasche, gefördert durch ein Streetart-Programm der Kulturbehörde. | 2018      | Kunst@SH            | weitere Bilder |  |
| Moorweidenstraße 3 Hauswand im Erdgeschoss in Richtung Rothenbaumchaussee (Lage)                                                     | Eduardo Paolozzi             | ohne Titel Dreiteiliges Bronzerelief mit abstrakten Formen | 1978      | Kunst@SH            | weitere Bilder |  |
| Moorweidenstraße Ecke Rothenbaumchaussee, vor dem Hotel Elysée (Lage)                                                                | Bernd Altenstein             | Paradiesbrunnen Bronzeskulptur von Adam und Eva mit Schlange unter einem Baum auf dem Brunnenbecken. Private Kunstsammlung von Systemgastronom und Hotelier Eugen Block, vor dessen Hotel das Werk aufgestellt ist. | 1989      | Abendblatt          | weitere Bilder |  |
| Neue Rabenstraße 6 Vor dem HanseMerkur-Bürogebäude in der Neuen Rabenstraße 3-12 (Lage)                                              | Rupprecht Matthies           | Auf der Suche nach dem Echten Stahlskulptur von vier Blumen, angelehnt an Runge-Scherenschnitte. Ankauf durch HanseMerkur. | 2013      | Kunst@SH            | weitere Bilder |  |
| Platz der jüdischen Deportierten Neben Westflügel des Hauptgebäudes Edmund-Siemers-Allee 1 (Lage)                                    | Ulrich Rückriem              | Monument für die Deportierten an der Moorweidenstraße KiöR, 100.000 DM, Opferdenkmal | 1983      | Kulturbehörde       | weitere Bilder |  |
| Rothenbaumchaussee 64 Museum am Rothenbaum (MARKK), Ecke Binderstraße (Lage)                                                         | David Seven Deers            | Respekt Zwölf Meter hoher Wappenpfahl aus Holz, den Seven Deers von 1994 bis 1997 als artist in residence schuf. | 1997      | Kunst@SH            | weitere Bilder |  |
| Schlüterstraße 28 Am Eingang zum Rechtshaus der Universität Hamburg (Lage)                                                           | Fritz Fleer                  | Brunnenschalen Alternativer Werksname Schiffs-Abstraktion. Zwei Skulpturen links und rechts des Eingangs zum 1964 fertiggestellten Rechtshaus der Universität Hamburg. Jeder der beiden Skulpturen aus Granit besteht aus einer flachen Brunnenschale auf zwei quergestellten Blöcken über eine gestreckten Auffangbecken. (Anschaffung im Programm „Kunst am Bau“)                                                                                                  | 1963–1964 | Kulturbehörde       | weitere Bilder |  |
| Schlüterstraße 5 Nördliche Seitenwand des Etagenhauses (Lage)                                                                        | A.R. Penck mit Helge Leiberg | Theorie in Hamburg Wandbild von 25 × 18 Metern, Vielzahl von Motiven, darunter Figuren im Strichmännchen-Stil. Ankauf für eine halbe Million DM (KiöR) | 1989      | Kulturbehörde       | weitere Bilder |  |
| Schlüterstraße 70 Regionales Rechenzentrum der Universität Hamburg, Hintereingang (Lage)                                             | Eduard Hopf                  | Sonne, Mond und Sterne Die Installation aus Kupfer, Messing und Weißblech ist etwa vier Meter breit und zwei Meter hoch. Die Arbeit soll den Eindruck von Leiterplatten erwecken und verwendet daneben Elemente der Astronomie. (Anschaffung „Kunst am Bau“)Werkstitel fälschlich als „Arbeit der Belegschaft“ angegeben in Kulturbehörde-2018, das Werk ist im Gebäude umgezogen.                                                                                   | 1972      | Kulturbehörde       | weitere Bilder |  |
| Sedanstraße 24 Franziskus-Kolleg, Außenwand des Studentenheims an der Ecke Sedanstraße / Monetastraße (Lage)                         | Gerhard Brandes              | Heiliger Franziskus Figürliche Skulptur am katholischen Studentenheim, das Gebäude wurde 1974 erbaut | 1976      | Kunst @SH           | weitere Bilder |  |
| Sedanstraße 30 Polizeikommissariat 17, Eingangsbereich (Lage)                                                                        | Tatiana Ahlers-Hestermann    | Hamburg: gestern – heute – morgen Keramikmosaik, das mit Karten, Architekturelementen und Hafenbildern ein optimistisches Bild Hamburgs zeichnet. Durch nachträglichen Einbau eines Windfangs ist die Arbeit geteilt. („KaB“) | 1973      | Kulturbehörde       | weitere Bilder |  |
| Turmweg 33 Schule Turmweg, Musikraum (Lage)                                                                                          | Otto Rodewald                | Orpheus KaB | 1959      | Kulturbehörde       | Bild gesucht Die Wikipedia wünscht sich an dieser Stelle ein Bild vom Ort mit diesen Koordinaten 53.57193 9.99241 . Motiv: Turmweg 33 Falls du dabei helfen möchtest, erklärt die Anleitung , wie das geht. BW       |  |
| Turmweg 33 Schule Turmweg, Schulhof (Lage)                                                                                           | Jörn Pfab                    | Keim Abstrakte Skulptur aus Chrom-Nickel-Molybdän-Stahl, Teile zusammengeschweißt. Ankauf im Rahmen des Programms „Kunst am Bau“. | 1962      | Kulturbehörde       | weitere Bilder |  |
| Von-Melle-Park Vor dem Audimax (Lage)                                                                                                | Hans Martin Ruwoldt          | Panther Überlebensgroße Bronzeskulptur eines Panthers | 1965      | Kulturbehörde       | weitere Bilder |  |
| Von-Melle-Park 11 Institut für Psychologie, Arbeitsbereich BPN, Raum 300 (Lage)                                                      | Diether Kressel              | ohne Namen Ursprünglich diente das Gebäude dem Geologischen Institut der Universität Hamburg. Die Wandgestaltung soll eine Erdformation mit Tieren und Pflanzen zeigen. („KaB“) | 1960      | Kulturbehörde       | Bild gesucht Die Wikipedia wünscht sich an dieser Stelle ein Bild vom Ort mit diesen Koordinaten 53.56678 9.9832 . Motiv: Von-Melle-Park 11 Falls du dabei helfen möchtest, erklärt die Anleitung , wie das geht. BW |  |
| Von-Melle-Park 11 südöstlich Pferdestall (Lage)                                                                                      | Hans-Joachim Frielinghaus    | Stele Abstrakte Skulptur aus Edelstahl, teils farbig lackiert. Ankauf im Rahmen des Programms „Kunst am Bau“. | 1978      | Kulturbehörde       | weitere Bilder |  |
| Von-Melle-Park 3 Staats- und Universitätsbibliothek, Atrium 3 (Lage)                                                                 | Karina Raeck                 | Oase KiöR Kunstprogramm Neubau SUBVon-Melle-Park, nicht Van-Melle-Park | 1985      | Kulturbehörde       | Bild gesucht Die Wikipedia wünscht sich an dieser Stelle ein Bild vom Ort mit diesen Koordinaten 53.56477 9.985 . Motiv: Von-Melle-Park 3 Falls du dabei helfen möchtest, erklärt die Anleitung , wie das geht. BW   |  |
| Von-Melle-Park 3 Staats- und Universitätsbibliothek, Atrium 1 (Lage)                                                                 | Bodo Baumgarten              | 2-teilige Verspannung im Raum Zweiteilige Skulptur aus lackiertem Aluminum, Edelstahlgitter und Stahlseilen. Die Teile sind mit „David zieht sich aus“ bzw. „Bathesba ist etwas hart gelandet“ benannt. Angekauft anlässlich des Neubaus der Staats- und Universitätsbibliothek | 1982–1984 | Kulturbehörde       | weitere Bilder |  |
| Von-Melle-Park 3 zwischen Stabi und Mensa nahe Schlüterstraße (Lage)                                                                 | Hans-Joachim Frielinghaus    | Dreiteiliges Objekt Abstrakte Skulptur, gebildet durch drei Edelstahl-Wellenstäbe von 650 cm Höhe, teils farblich gerahmt. Die Skulptur bildet mit dem steinernen Sitzbereich und der Pflasterung ein Ensemble, für das Frielinghaus die künstlerische Gesamtgestaltung übernahm. (Programm „Kunst am Bau“) | 1978      | Kulturbehörde       | weitere Bilder |  |
| Von-Melle-Park 4 Foyer des Audimax (Lage)                                                                                            | Karl Hartung                 | ohne Titel Abstraktes Wandrelief aus Michelnauer Tuff, erworben durch die Universität Hamburg im Rahmen des Programms „Kunst am Bau“ | 1959–1960 | Kulturbehörde       | weitere Bilder |  |
| Von-Melle-Park 6 Philturm, Außenwand (Lage)                                                                                          | Karl Hartung                 | Schöpfungsgeschichte Wandarbeit, KaBVon-Melle-Park, nicht Van-Melle-Park | 1963/64   | Kulturbehörde       | Bild gesucht Die Wikipedia wünscht sich an dieser Stelle ein Bild vom Ort mit diesen Koordinaten 53.56722 9.98546 . Motiv: Von-Melle-Park 6 Falls du dabei helfen möchtest, erklärt die Anleitung , wie das geht. BW |  |
| Von-Melle-Park 8 südlich der Fakultät für Erziehungswissenschaft (Lage)                                                              | Rolf Nolden                  | Dreiecke Divergent Stahl-Skulptur, ohne Sockel auf dem Rand des sechseckigen Wasserbeckens aufgestellt. Es handelt sich um eine private Dauerleihgabe. | 1988      | Kulturbehörde       | weitere Bilder |  |
| Von-Melle-Park 8 Pädagogisches Institut der Universität Hamburg, Aufenthaltshalle (Lage)                                             | Fritz Fleer                  | Christophorus Überlebensgroße Bronzeskulptur des Christophorus, das Jesuskind auf der Schulter. Alternative Leseweise als Paidagogos (Pädagoge) (KaB) | 1960      | Kulturbehörde       | weitere Bilder |  |
| Von-Melle-Park 9 Nordwand des Gebäudes der ehemaligen HWP, nun Fachbereich Sozialökonomie (Lage)                                     | Cecilia Herrero              | Jüdisches Leben im Grindelviertel vermutlich DirektauftragDie Hochschule für Wirtschaft und Politik gibt es nicht mehr, der Werktitel war falsch | 1995      | Kulturbehörde       | weitere Bilder |  |